# Venstrebreds-Ukraine
Venstrebreds-Ukraine (ukrainsk: Лівобережна Україна; russisk: Левобережная Украина; polsk: Lewobrzeżna Ukraina ) er et historisk navn på den del af Ukraine på den venstre (østlige) bred af Dnepr-floden, der omfatter de nutidige oblaster Tjernihiv, Poltava og Sumy samt de østlige dele af Kyiv og Tjerkasy.

## Historie
Udtrykket opstod i 1663 med valget af Ivan Bryukhovetsky som Ukraines hetman i opposition til Pavlo Teteria. Bryukhovetsky var den første kendte "ukrainske venstrebreds"-hetman over området, der var under russisk indflydelse.
Indtil midten af 1600-tallet havde området tilhørt det den polsk-litauiske realunion. Perejaslav-traktaten af 1654 medførte at regionen kom under russisk kontrol, da lokale kosakledere svor troskab til det russiske monarki i bytte for militær beskyttelse. Russisk suverænitet over området blev senere bekræftet i Andrusovo-traktaten (1667) og Traktaten om evig fred (1686) mellem det Den polsk-litauiske realunion og Ruslands tsardømme. Under det russiske styre havde Venstrebreds-Ukraine i begyndelsen en vis grad af autonomi inden for tsardømmet (fra 1721, det kejserlige Rusland ) som Kosak-hetmanatet, som langsomt blev trukket tilbage gennem det attende århundrede, da Zaporizka Sitj blev ødelagt.